# Línia V17 de la Xarxa Ortogonal d'Autobusos de Barcelona
En direcció al Port Vell, aquesta línia surt del Carmel, segueix pel passeig Mare de Déu del Coll i, passant per Vallcarca, arriba a la plaça Lesseps. Continua el seu recorregut per l'avinguda Príncep d'Astúries, creua la Diagonal i, pel carrer Pau Claris (Llúria en direcció Carmel), plaça Urquinaona i Via Laietana, arriba fins al Port Vell.

## Àrees d'Intercanvi
- Correus
- Gran Via/Pau Claris
- Jardinets Gràcia
- Lesseps
- Mallorca/Pau Claris

## Informació de la línia V17
| Prestacions                                 | Disponibilitat a la línia V17 |
| ------------------------------------------- | ----------------------------- |
| Adaptada a persones amb Mobilitat Reduïda   | Sí                            |
| TMB iBus (temps d'espera del bus)           | Sí                            |
| Informació del temps d'espera a les parades | Sí (gairebé totes)            |
| Pantalles informatives                      | Sí                            |
| Televisors dins l'autobús                   | Sí, Canal MouTV               |
| Línia de ràpida circulació                  | Sí                            |
| Circula en dies festius                     | Sí                            |